# Masdevallia juan-albertoi
Masdevallia juan-albertoi là một loài thực vật có hoa trong họ Lan. Loài này được Luer & M.Arias mô tả khoa học đầu tiên năm 2000.